# Alicia Aylies
Pour les articles homonymes, voir Aylies.
Alicia Aylies, née le 21 avril 1998 à Fort-de-France en Martinique, est une chanteuse et reine de beauté française. Elle a été élue Miss Guyane 2016, puis Miss France 2017. Elle est la 87e Miss France.

## Biographie

### Famille
Née de deux parents martiniquais, Philippe Aylies, cadre environnemental et de Marie-Chantal Belfroy, monitrice d'auto-école, Alicia Aylies est fille unique. Ses parents se sont séparés lorsqu'elle avait 8 mois. Depuis l'âge de dix ans, elle vit avec sa mère à Matoury en Guyane. Son père vit en Martinique.

### Enfance et études
Elle pratique l'escrime de 4 à 16 ans. En juin 2016, elle passe son bac scientifique au lycée Léon-Gontran-Damas, à Remire-Montjoly, et s'inscrit à l'université de Guyane en droit pour devenir juriste. 

## Vie privée
Elle annonce être enceinte de son premier enfant en décembre 2022. Le 16 janvier 2023, elle annonce attendre une petite fille. Le 23 avril 2023, elle donne naissance à une petite fille prénomée  Tamalia,.

## Concours de beauté

### Miss Guyane 2016
Habitant la commune de Matoury, elle est élue Miss Guyane le 8 octobre 2016 à Cayenne.

### Miss France 2017
Alicia Aylies, Miss Guyane 2016, est élue Miss France 2017, en direct sur TF1, à l'Arena de Montpellier le 17 décembre 2016. Elle est la première Miss Guyane élue Miss France. Elle succède à Iris Mittenaere, Miss Nord-Pas-de-Calais 2015, Miss France 2016 sacrée Miss Univers 2016 en janvier 2017. 
Alicia Aylies a triomphé devant 7,36 millions de téléspectateurs (avant le pic de 8,2 millions au moment de son couronnement) qui l'ont élue d'une courte tête avec 27,9 % des voix devant Aurore Kichenin, Miss Languedoc-Roussillon, qui a raflé 26,2 % des suffrages des téléspectateurs. Miss Tahiti (deuxième dauphine, 21,6 % des voix), Miss Guadeloupe (troisième dauphine, 13 % des voix) et Miss Lorraine (quatrième dauphine, 11,3 % des voix) complètent le palmarès.
Ses dauphines sont :
- 1re dauphine : Miss Languedoc-Roussillon, Aurore Kichenin ;
- 2e dauphine : Miss Tahiti, Vaea Ferrand ;
- 3e dauphine : Miss Guadeloupe, Morgane Thérésine ;
- 4e dauphine : Miss Lorraine, Justine Kamara ;
- 5e dauphine : Miss Réunion, Ambre Nguyen ;
- 6e dauphine : Miss Bretagne, Maurane Bouazza.

En juin 2017, elle participe comme candidate au jeu Ninja Warrior : Le Parcours des héros sur TF1. Le même mois, elle est candidate à Fort Boyard sur France 2 avec pour coéquipiers Artus, Vincent Lagaf, Kamel le Magicien, Cartman et Vitaa.
En juillet 2017, un reportage, tourné dès son sacre de Miss France en décembre 2016, lui est consacré dans le magazine Confessions intimes sur NT1.
Le 28 octobre 2017, alors qu'elle est à Cayenne pour l'élection de Miss Guyane 2017, elle rencontre brièvement le président de la République Emmanuel Macron lors de sa visite officielle en Guyane.
Alicia Aylies représente la France au concours Miss Univers 2017. Elle est éliminée au premier tour de l'élection, qui se déroule le 26 novembre 2017 au Axis Theatre de Las Vegas (États-Unis),.
Le 16 décembre 2017, au Mach36 de Châteauroux et en direct sur TF1, elle transmet son titre à Maëva Coucke, Miss Nord-Pas-de-Calais élue Miss France 2018.

## L'après Miss France
En novembre 2020, à l'initiative de Sylvie Tellier, elle participe, avec une quarantaine d'autres anciennes Miss France, à la photo commémorant les 100 ans du concours pour le magazine Gala.
Le 19 décembre 2020, lors de l'élection de Miss France 2021 au Puy du Fou et retransmise sur TF1, elle fait partie du défilé des anciennes Miss France.
Alicia Aylies se lance dans la chanson et sort en décembre 2021 le titre Mojo. Dans le clip de la chanson apparaissent les anciennes Miss France Camille Cerf, Clémence Botino ainsi qu'Ophély Mézino (première dauphine de Miss France 2019 et de Miss Monde 2019).

## Parcours
- Miss Guyane 2016, élue le 8 octobre 2016 à Cayenne.
- Miss France 2017, élue le 17 décembre 2016 à Montpellier.